# Teluk Mesjid
Teluk Mesjid is een bestuurslaag in het regentschap Siak van de provincie Riau, Indonesië. Teluk Mesjid telt 2725 inwoners (volkstelling 2010).